# Interstate 80
Die Interstate 80 (kurz I-80) ist ein US-amerikanischer Interstate Highway, der auf einer Länge von 4666 Kilometern (2899 mi) auf Höhe der Mitte des Landes quer von West nach Ost führt. Damit ist er nach der Interstate 90 die zweitlängste Fernstraße im Interstate Highway-System. Sie verbindet San Francisco in Kalifornien mit Teaneck in New Jersey. In ihrem Verlauf trifft sie auf viele historische Straßen wie den Lincoln Highway, California Trail und Oregon Trail und durchquert insgesamt elf Bundesstaaten. Zwischen Chicago und Youngstown in Ohio, östlich von Chicago, ist die Interstate auf ca. 600 km mautpflichtig.
Die wichtigsten Städte, die durch die I-80 erschlossen werden sind San Francisco, Oakland, Sacramento, Reno, Salt Lake City, Omaha, Des Moines, Chicago, Cleveland und der Großraum New York City.

## Längen
| Meilen  | km      | Staat        |  |
|         |         |              |  |
| 199,24  | 320,65  | Kalifornien  |  |
| 410,67  | 660,91  | Nevada       |  |
| 196,34  | 315,98  | Utah         |  |
| 420,76  | 648,18  | Wyoming      |  |
| 455,32  | 732,77  | Nebraska     |  |
| 306,01  | 492,48  | Iowa         |  |
| 163,52  | 253,16  | Illinois     |  |
| 151,56  | 243,91  | Indiana      |  |
| 237,48  | 382,19  | Ohio         |  |
| 311,07  | 500,62  | Pennsylvania |  |
| 068,54  | 110,30  | New Jersey   |  |
|         |         |              |  |
| 2902,51 | 4671,13 | Total        |  |

## Streckenverlauf
Die Interstate 80 beginnt im Westen im Stadtzentrum San Franciscos als Abzweigung vom US-Highway 101. Anschließend führt sie über die Oakland Bay Bridge ins benachbarte Oakland und stellt dabei die wichtigste Verkehrsverbindung zwischen den beiden Städten dar. In Oakland trifft die I-80 auf die Zubringerautobahn I-580 und teilt sich mit dieser den Streckenverlauf Richtung Norden für ein kurzes Stück bis kurz vor San Pablo. Über die Alfred Zampa Bridge quert die I-80 die Carquinez Straße und führt anschließend in nordöstlicher Richtung ins Central Valley, wo sie bald auf die kalifornische Hauptstadt Sacramento trifft und hier auch die Interstate 5 kreuzt. Die nordöstliche Richtung beibehaltend erschließt die I-80 die weitläufigen Vororte von Sacramento, um dann die Berge der nördlichen Sierra Nevada zu durchqueren. Die Strecke führt durch den Tahoe National Forest und etwa 15 Kilometer nördlich des Lake Tahoe. Hier trifft sie auch auf den Eisenbahnort Truckee. Generell verlaufen große Teile der I-80 Strecke parallel zu Eisenbahntrassen.
Kurz nach dem Verlassen des Hochgebirges und dem Überqueren der Grenze zu Nevada trifft die I-80 auf Reno, die zweitgrößte Stadt Nevadas. Hier kreuzt sie die I-580 Zubringerstrecke zur Hauptstadt Carson City und den US-Highway 395, der die gesamte östliche Seite der Sierra Nevada erschließt. Die Strecke führt nun durch das Große Becken, wobei sie vor allem dem Flusslauf des Humboldt River folgt und die einzige nennenswerte Lebensader des nördlichen Nevadas bildet. Die einzigen nennenswerten Städte auf diesem dünn besiedelten Abschnitt sind Winnemucca und Elko. Kurz vor der Grenze zu Utah umgeht die I-80 die Ruby Mountains und trifft anschließend in Utah am Grenzort Wendover auf die Große Salzwüste, die sie auf einem schnurgeraden Abschnitt durchquert. Das südliche Ufer des Great Salt Lake streifend, trifft die I-80 nun wieder auf dicht besiedeltes Gebiet mit dem Großraum Salt Lake City. Hier kreuzt sie die I-215 Ringautobahn und teilt sich im Stadtzentrum die Trasse mit der wichtigen Nord-Süd-Achse I-15, nur um kurz darauf wieder Richtung Osten abzuzweigen. Am Rande der Stadt mündet das östliche Ende der I-215 wieder in der I-80. Nun verlässt die Strecke die Stadt und führt durch ein Tal der hoch aufragenden Wasatch Range. Im Weber River Valley trifft sie am Echo Reservoir auf die I-84, einer wichtigen Verbindung nach Idaho, und führt anschließend weiter in Richtung Nordosten, wo sie bald die Grenze zu Wyoming erreicht.
In Wyoming trifft die Strecke auf die Stadt Evanston am Ufer des Bear River, passiert die südlichen Ausläufer der Wyoming Range, überquert den Green River bei der gleichnamigen Stadt und führt dann durch das Great Divide Bassin. Ähnlich wie in Nevada bildet die I-80 zusammen mit der parallel verlaufenden Eisenbahnstrecke den Hauptsiedlungskorridor im Süden des Bundesstaates. Die wichtigsten Städte auf diesem Abschnitt sind Rock Springs und Rawlins. Sobald die Strecke die Medicine Bow Mountains erreicht, verläuft die I-80 in südöstlicher Richtung durch das Laramie Valley, wo sie auf die Stadt Laramie am gleichnamigen Fluss trifft. Anschließend durchquert sie die südlichen Ausläufer der Laramie Mountains und damit die letzten größeren Bergabschnitte, bevor sie die Great Plains-Region erreicht. Hier im Südosten Wyomings trifft die I-80 auf die Hauptstadt Cheyenne und kreuzt die Nord-Süd-Achse I-25.
Östlich von Cheyenne erreicht die I-80 Nebraska, wo sie ebenfalls dem Verlauf der Eisenbahn folgt und bei Julesburg die von Colorado aus kommende I-76 aufnimmt. Ab hier führt die Strecke entlang des South Platte River. Bei der Stadt North Platte vereinigen sich North und South Platte River zum Platte River, der die Hauptsiedlungsachse Nebraskas bildet. Die I-80 folgt dem Flussverlauf bis zur Stadt Grand Island. Hier knickt sie nach Osten ab, um die Hauptstadt Lincoln zu erschließen, steuert danach allerdings wieder in nordöstlicher Richtung auf den Platte River zu, den sie auf dem Weg nach Omaha erneut überquert. In Omaha, der größten Stadt Nebraskas, zweigt die Ringautobahn I-680 und die Innenstadtanbindung I-480 ab, während die I-80 selbst südlich der Innenstadt verläuft und den Missouri River überquert, der gleichzeitig die Grenze zu Iowa markiert.
In Iowa trifft die I-80 gleich hinter der Flussquerung auf die I-29, die entlang des Missouri Rivers in Richtung der Dakotas und Kansas City verläuft und sich hier auf dem Gebiet der Stadt Council Bluffs den Streckenverlauf mit der I-80 teilt. Östlich der Stadt zweigt die I-80 allerdings nach Nordosten ab, bis sie auf die Zubringerautobahn I-880 trifft und anschließend in exakt östlicher Richtung durch das landwirtschaftlich geprägte Iowa auf die Hauptstadt Des Moines zusteuert. Hier trifft sie auf die I-35 und umgeht zusammen mit dieser das Stadtzentrum von Des Moines, welches stattdessen von der I-235 erschlossen wird. Anschließend führt die I-80 weiter Richtung Osten und trifft bei Iowa City auf die I-380, welche die nördlich gelegenen Städte Cedar Rapids und Waterloo erschließt. An der Grenze zu Illinois erreicht die Strecke die Quad Cities Region am Mississippi River mit der größten Stadt Davenport. Hier zweigt die Ringautobahn I-280 und die I-74 ab, welche die Innenstädte erschließen. Die I-80 selbst umgeht erneut die Innenstadtbereiche und überquert den Mississippi River am nordöstlichen Rand der Quad Cities.
In Illinois zweigt zunächst die I-88 ab, eine Alternativstrecke nach Chicago, die Fahrten in den Norden Illinois und Wisconsins abkürzt. Im Südosten der Quad Cities treffen die I-280 und I-74 wieder auf die I-80, wobei die I-280 endet und die I-74 weiter ins Zentrum Illinois führt. Die I-80 führt ab hier wieder in Richtung Osten. Auf halbem Weg Richtung Chicago trifft sie bei Peru am Illinois River auf die I-39. Dem Flussverlauf folgend erreicht die I-80 den Großraum Chicago bei der Stadt Joliet, wo sie die I-55 kreuzt. Die Interstate 80 bildet ab hier die Hauptverkehrsachse der südlichen Vororte von Chicago, während sie das eigentliche Stadtgebiet von Chicago selbst nicht durchquert. Stattdessen zweigen diverse Autobahnen von ihr ab, um Chicago zu erschließen. Dies sind die I-355, I-57, I-294, I-94, sowie diverse US-Highways und State Highways.
Mitten durch den Ballungsraum Chicago verläuft die Grenze zu Indiana, die die I-80 auf einem gemeinsamen Streckenabschnitt mit der I-94 überquert. Auf dem Gebiet der Stadt Gary kreuzt zunächst die I-65 als Verbindung nach Indianapolis und wenig später beginnt ein langer Abschnitt der I-80, den sie sich mit der I-90 teilt. Die I-90 ist die große Parallelstrecke der I-80, die weiter nördlich von Seattle aus kommend auf Chicago zuläuft, da der Lake Michigan Chicago zum geographischen Nadelöhr für sämtliche nördliche Autobahnen macht. Die I-94, die noch weiter nördlich verläuft, zweigt hingegen direkt hinter Gary ab, und verläuft parallel zum Seeufer Richtung Michigan. Gemeinsam mit der I-90 führt die I-80 nun direkt an der nördlichen Grenze Indianas entlang Richtung Osten und durchquert dabei die Städte South Bend und Elkhart. Nördlich von Angola kreuzt sie die aus Fort Wayne kommende I-69.
Kurz darauf erreicht die Strecke Ohio und erschließt den Nordwesten des Bundesstaats mit der Stadt Toledo am westlichen Ufer der Lake Erie. Hier trifft sie auf die I-75 und die Zubringer I-475 und I-280. Parallel zum Südufer des Eriesees führt die I-80 in Richtung Cleveland. Kurz vor dem Erreichen der Stadt endet der gemeinsame Abschnitt mit der I-90 und die beiden Strecken teilen sich wieder auf. Während die I-90 durch das Stadtzentrum von Cleveland verläuft und anschließend weiter am Ufer des Lake Erie entlang in Richtung New York State führt, umgeht die I-80 erneut das Stadtzentrum, erschließt stattdessen die südlichen Vororte und wird dabei wie in Chicago von Zubringerautobahnen gekreuzt. Dies sind die I-480, I-71, I-77 und indirekt die I-271. Auch die etwas weiter südlich gelegene Stadt Akron wird so indirekt von der I-80 erschlossen. Kurz vor der Stadt Warren biegt die Strecke in Richtung Südosten, um mit der I-76 zusammenzutreffen. Die I-76 übernimmt dabei den Südöst-Kurs der I-80, während letztere ab hier wieder ostwärts verläuft und die Stadt Youngstown anbindet. Die I-680 zweigt hier als Innenstadtverbindung ab.
Die I-80 erreicht nun Pennsylvania bei der Grenzstadt Sharon, wo die I-376 und wenig später die I-79 als Verbindungen ins südlicher gelegene Pittsburgh die Strecke kreuzen. Auf ihrem Weg durch die Mitte Pennsylvanias erschließt die I-80 nur wenige kleine Ortschaften und durchquert dichte Wälder wie den Moshannon State Forest. Im Zentrum des Bundesstaates erreicht die I-80 die Appalachen und damit das erste größere Gebirge seit dem Verlassen der Laramie Mountains in Wyoming. Gleich hinter der ersten größeren Bergkette zweigt die I-99 ab, die das südlicher gelegene State College anbindet. Etwas weiter östlich überquert die Strecke den westlichen Quellfluss des Susquehanna Rivers bei Milton, wo die I-180 abzweigt und das nördlich gelegene Williamsport anschließt. Den östlichen Quellfluss überquert die I-80 zwischen den Ortschaften Bloomsburg und Berwick. Auch den größten Ballungsraum im Nordosten Pennsylvanias um die Städte Wilkes-Barre und Scranton umgeht die I-80 weiter südlich, während die Zubringerautobahnen I-81, I-476 und I-380 diese Aufgabe übernehmen. An der Grenze zu New Jersey verläuft die I-80 durch die Stadt Stroudsburg und windet sich anschließend durch die letzte größere Bergkette der Appalachen im Tal des Grenzflusses Delaware River.
Auf dem finalen Abschnitt der I-80 durch New Jersey bindet die Autobahn zahlreiche dem großen Ballungsraum New York vorgelagerte kleine und mittelgroße Städte wie Dover oder Parsippany-Troy Hills an, wo die I-287 und die I-280 abzweigen. Den zusammenhängenden Ballungsraum von New York erreicht die I-80 bei Paterson, der drittgrößten Stadt New Jerseys. Anschließend führt sie durch einige Boroughs des Bergen County und dessen County Seat Hackensack. Nach dem Überqueren des Hackensack Rivers endet die I-80 auf dem Gebiet des Townships Teaneck an der Kreuzung mit der I-95, der großen Nord-Süd-Achse der US-Ostküste, welche ab hier den Norden der Stadt New York erschließt und weiter über Boston in Richtung Kanadische Grenze führt.

## Wichtige Städte
- San Francisco
- Oakland
- Berkeley
- Sacramento
- Reno
- Winnemucca
- Elko
- Salt Lake City
- Evanston
- Rock Springs
- Laramie
- Cheyenne
- Sidney
- North Platte
- Kearney
- Grand Island
- Lincoln
- Omaha
- Council Bluffs
- Des Moines
- Iowa City
- Quad Cities
- Joliet

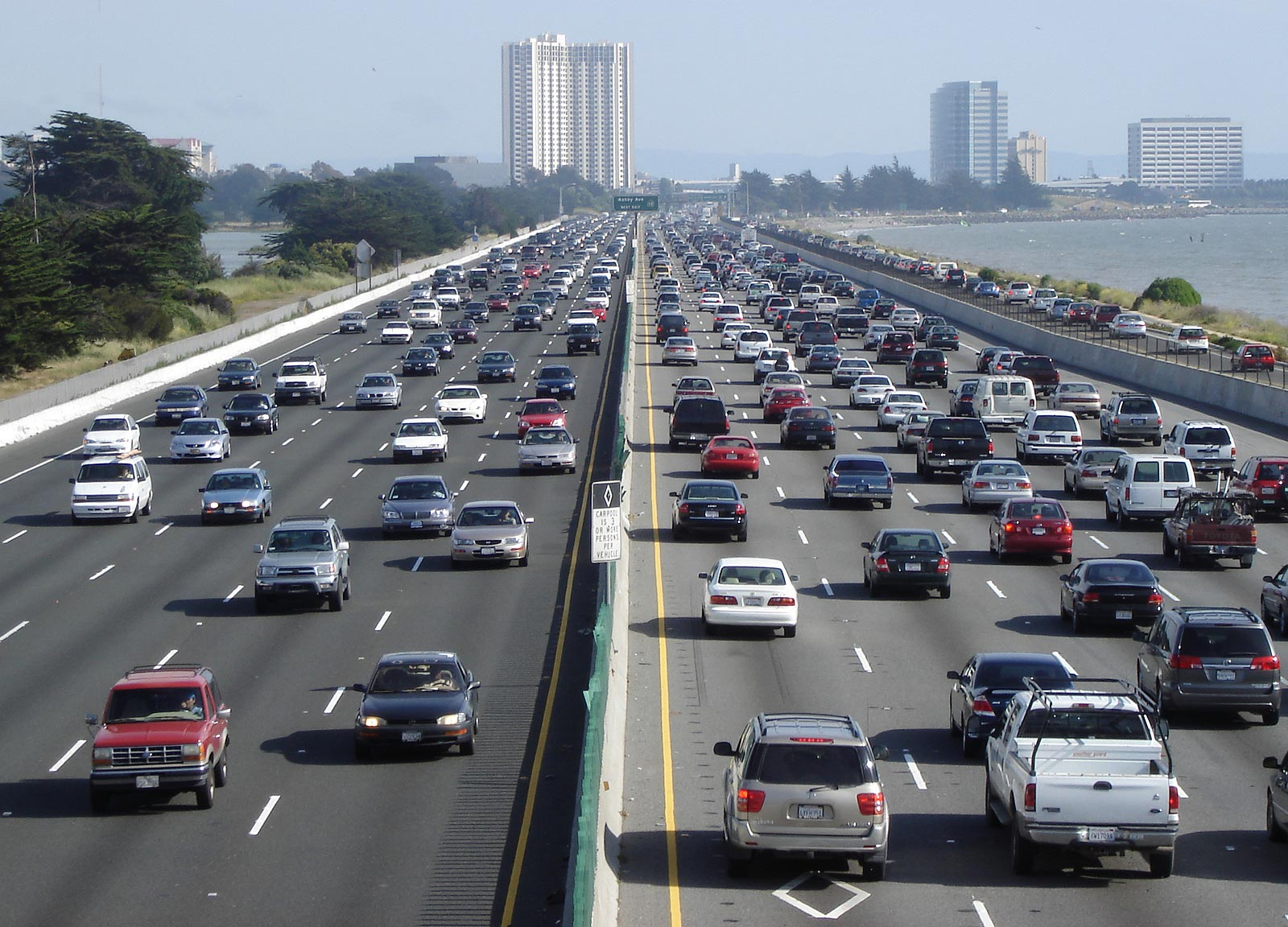
Interstate 80 in Berkeley am Samstagnachmittag

- Chicago (via Interstate 55, Interstate 57, Interstate 90, und Interstate 94)
- South Bend
- Toledo
- Cleveland
- Youngstown
- Sharon
- Clarion
- Du Bois
- Clearfield
- Bellefonte
- Williamsport (via Interstate 180)
- Bloomsburg
- Hazleton
- Stroudsburg
- Delaware Water Gap
- Paterson
- New York City (via Interstate 95)

## Zubringer und Umgehungen
- Interstate 280, Interstate 380, Interstate 580, Interstate 680, Interstate 780, Interstate 880, Interstate 980 in der San Francisco Bay Area
- Interstate 580 bei Reno
- Interstate 180 bei Cheyenne
- Interstate 180 bei Lincoln
- Interstate 480, Interstate 680 bei Omaha
- Interstate 280 zwischen den Quad Cities
- Interstate 380 zwischen Iowa City und Waterloo
- Interstate 180 bei Princeton
- Interstate 280 bei Toledo
- Interstate 480 zwischen North Ridgeville und Streetsboro
- Interstate 680 zwischen North Lima und Mineral Ridge
- Interstate 180 zwischen Williamsport und Milton
- Interstate 380 zwischen Tunkhannock Township und Dunmore
- Interstate 280 zwischen Parsippany-Troy Hills und Kearny